# José Lambert Filho
José Lambert Filho CSS (* 15. März 1929 in Igarapava, São Paulo, Brasilien; † 26. Februar 2007) war ein brasilianischer Ordensgeistlicher und römisch-katholischer Erzbischof von Sorocaba.

## Leben
José Lambert Filho trat der Ordensgemeinschaft der Stigmatiner bei und empfing am 10. Januar 1954 die Priesterweihe.
Am 4. Januar 1975 wurde er von Papst Paul VI. zum Bischof von Itapeva ernannt. Die Bischofsweihe spendete ihm der Apostolische Nuntius in Brasilien, Erzbischof Carmine Rocco, am 19. März desselben Jahres. Mitkonsekratoren waren der Bischof von Livramento de Nossa Senhora, Hélio Paschoal CSS, und der Koadjutorbischof von Assis, Antônio de Souza CSS.
Am 30. November 1979 erfolgte durch Johannes Paul II. die Ernennung zum Koadjutorbischof von Sorocaba. Mit dem Rücktritt von José Melhado Campos am 20. März 1981 folgte er diesem als Bischof von Sorocaba nach. Mit der Erhebung zum Erzbistum Sorocaba am 29. April 1992 wurde er dessen erster Erzbischof. Am 4. Mai 2005 nahm Papst Benedikt XVI. seinen altersbedingten Rücktritt an.